# Louis Charbonneau
Pour les articles homonymes, voir Charbonneau.
Ne doit pas être confondu avec Louis Charbonneau-Lassay.
Œuvres principales
- Le Grand Ordinateur

Louis Charbonneau, né le 20 janvier 1924 à Détroit dans le Michigan et mort le 11 mai 2017 à Lomita, est un écrivain américain, auteur de science-fiction et de romans policiers. Il utilise également le pseudonyme de Carter Travis Young.

## Biographie
Pendant la Seconde Guerre mondiale, de 1943 à 1946, Louis Charbonneau sert dans l'US Air Force. Puis, il fait ses études à l'université de Détroit. En 1952, il s'installe à Los Angeles où il travaille pour le Los Angeles Times et dans l'édition.
En 1958, il publie son premier roman de science-fiction No Place on Earth. Son roman Corpus Earthling, publié en 1960, est adapté pour un épisode de la série télévisée Au-delà du réel avec le titre éponyme. Il écrit quelques romans policiers dont Tohu-bohu (Crucible) en 1958. Sous la signature de Carter Travis Young, il publie des westerns.

## Œuvre

### Romans signés Louis Charbonneau
- (en) No Place on Earth, 1958
- Tohu-bohu, Gallimard, coll. « Série noire » no , 1958 ((en) Crucible, 1958)
- (en) Night of Violence, 1959Paru également sous le titre The Trapped Ones
- (en) Nor All Your Tears, 1959Paru également sous le titre The Time of Desire
- (en) Corpus Earthling, 1960
- (en) The Sentinel Stars, 1963
- (en) Psychedelic-40, 1964Paru également sous le titre The Specials
- (en) Way Out, 1966
- (en) Down to Earth, 1967Paru également sous le titre Antic Earth
- (en) The Sensitives, 1968
- (en) Down from the Mountain, 1969
- (en) Barrier World, 1970
- (en) Hope to Die, 1970Paru également sous le titre And Hope to Die
- (en) From a Dark Place, 1974
- (en) Embryo, 1976
- Le Grand Ordinateur, Presses de la Cité, 1982 ((en) Intruder, 1979)
- (en) The Lair, 1980
- (en) The Brea File, 1983
- (en) Trail: The Story of the Lewis and Clark Expedition, 1989
- (en) The Ice: A Novel of Antarctica, 1991
- (en) Stalk: A Novel of Suspense, 1992
- (en) White Harvest, 1994
- (en) The Magnificent Siberian, 1995
- (en) The Devil's Menagerie, 1996

### Romans signés Carter Travis Young
- (en) The Sudden Gun, 1960
- (en) The Wild Breed, 1960
- (en) The Savage Plain, 1961
- (en) Shadow of a Gun, 1961
- (en) The Bitter Iron, 1964
- (en) Long Boots, Hard Boots, 1965
- (en) Why Did They Kill Charley?, 1967
- (en) Down from the Mountain, 1969
- (en) Winchester Quarantine, 1970
- (en) The Pocket Hunters, 1972
- (en) Winter of the Coup, 1972
- (en) The Captive, 1973
- (en) Blaine's Law, 1974
- (en) Guns of Darkness, 1974
- (en) Red Grass, 1976
- (en) Winter Drift, 1980
- (en) The Smoking Hills, 1988

## Filmographie

### Adaptation
- 1963 : Corpus Earthling, adaptation du roman éponyme, épisode de la série télévisée Au-delà du réel réalisé par Gerd Oswald

### Scénario
- 1964 : Cry of Silence, épisode de la série télévisée Au-delà du réel réalisé par Charles F. Haas

## Sources
- Claude Mesplède, Les Années Série noire vol.1 (1945-1959) Encrage « Travaux » no 13, 1992
- Claude Mesplède et Jean-Jacques Schleret, SN Voyage au bout de la Noire, Futuropolis, 1982